# Mulberry-Häfen

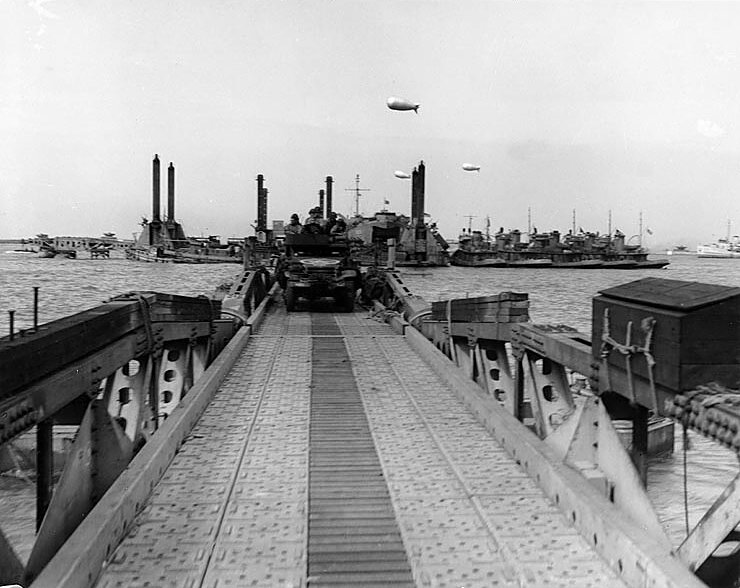
Zufahrtsweg zu einem der Piers von Mulberry „A“

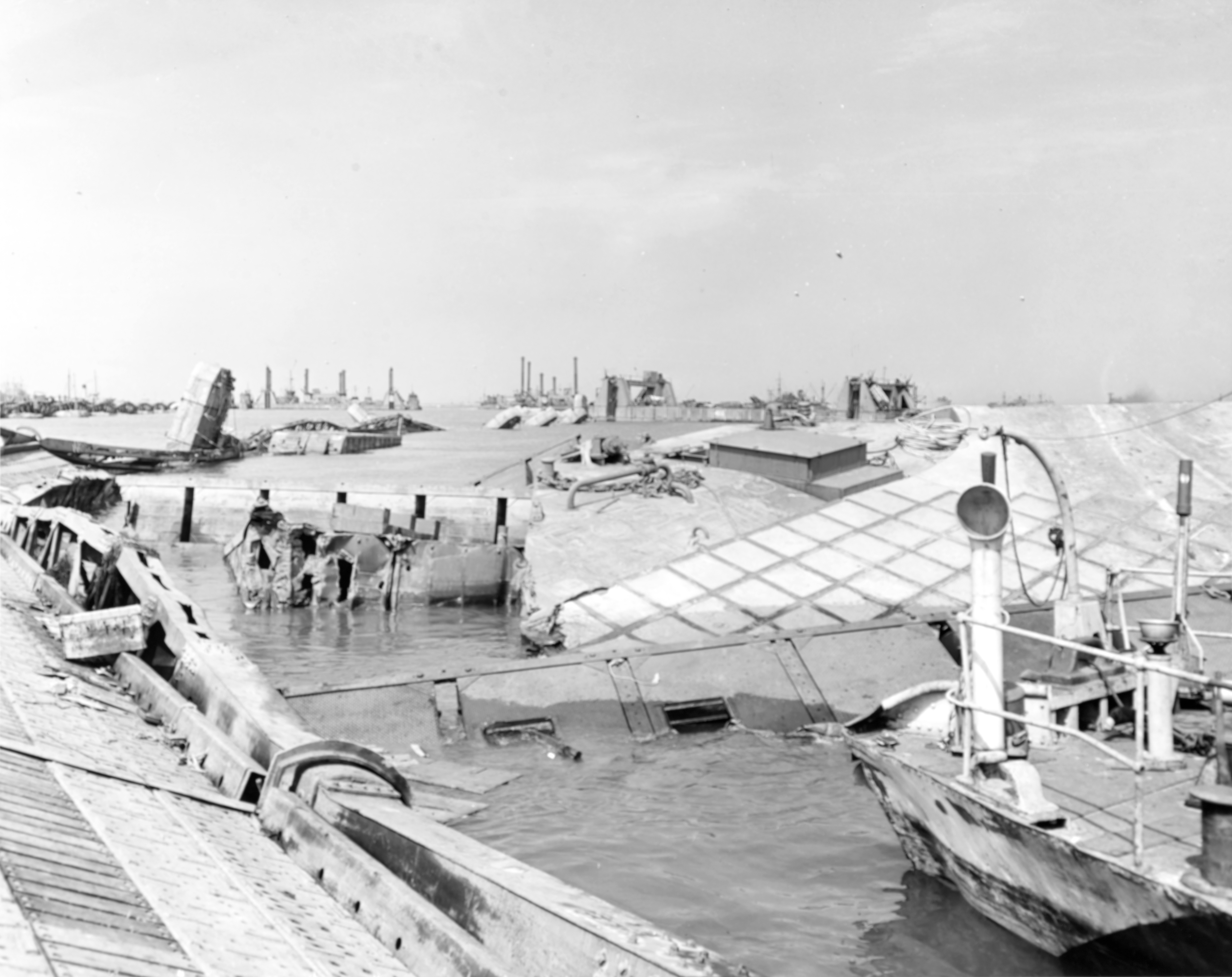
Mulberry „A“ nach der Zerstörung durch den Sturm

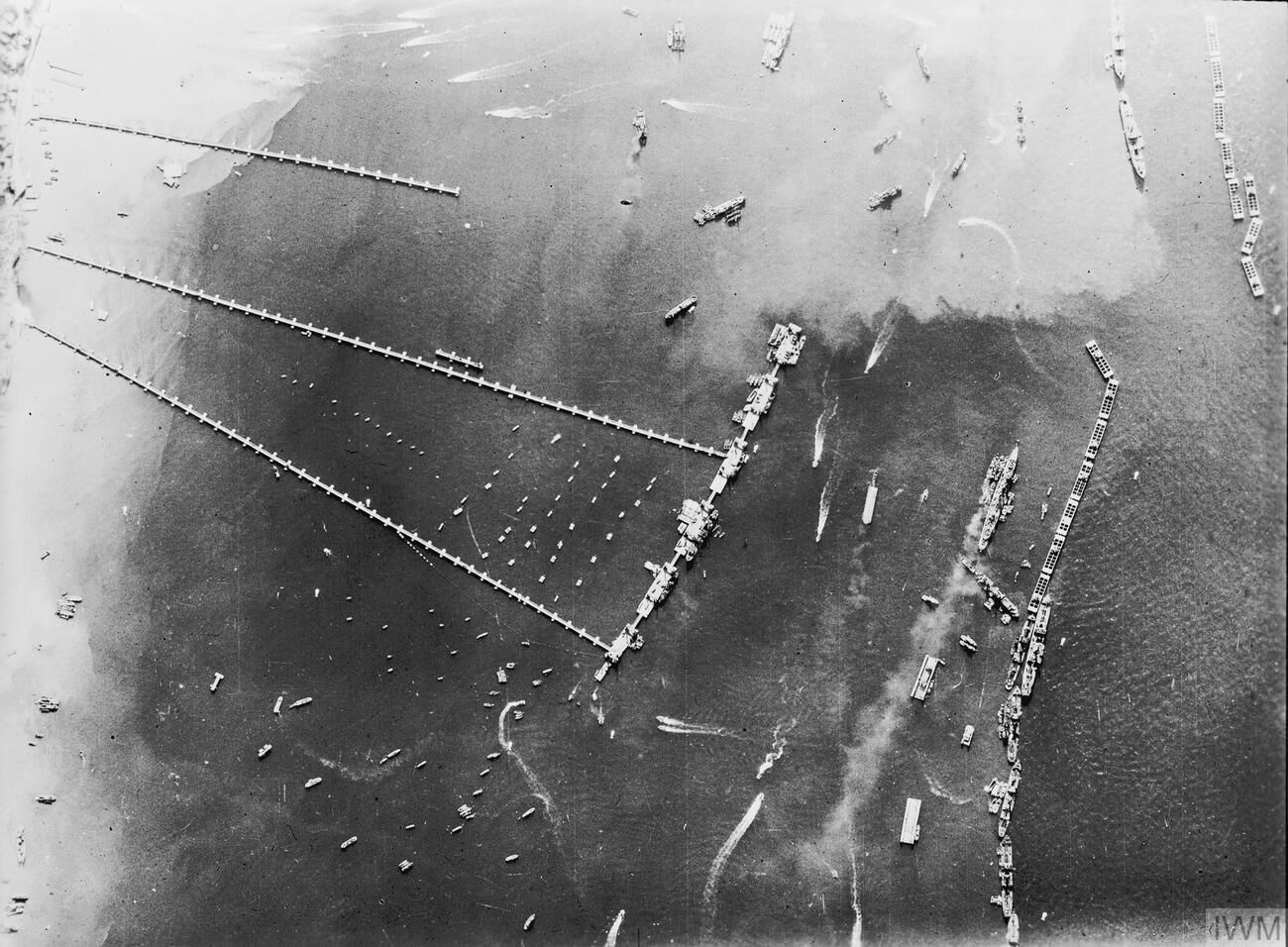
Mulberry „B“ am 27. Oktober 1944 aus der Luft aufgenommen

Die Mulberry-Häfen waren zwei im Zweiten Weltkrieg von den Alliierten errichtete künstliche Nachschubhäfen an der Küste der Normandie (Département Calvados). Entworfen wurden die Häfen von den beiden Ingenieuren Ove Arup und Ronald Jenkins.

## Planung
Die Planung des Supreme Headquarters Allied Expeditionary Force sah im Rahmen der Operation Overlord nach der erfolgreichen Landung in der Normandie die Errichtung zweier großer Anlegestellen für Transportschiffe vor. Mulberry „A“ sollte vor Vierville-sur-Mer (Omaha Beach) von den Amerikanern und Mulberry „B“ (Lage) vor Arromanches (Gold Beach) von den Briten errichtet werden. Die Einzelteile wurden in England vorgefertigt und dann vor der Küste der Normandie zusammengesetzt.

## Beschreibung und Inbetriebnahme
Das Prinzip war für beide Häfen das gleiche. Sie sollten Schutz vor der rauen See bieten und die Entladung der Schiffe auch trotz des Tidenhubs erlauben. Ersteres konnte durch das Anwenden von Senkkästen und die Selbstversenkung älterer Schiffe erreicht werden, die ein künstliches Riff rund um den Hafen bildeten, an dem sich die Wellen brachen. Weiter draußen auf See wurden große Metallstrukturen, sogenannte Bombardons, verankert, die ebenfalls zur Abschwächung der Wellen dienten. Für eine „Rund-um-die-Uhr-Entladung“ mussten sich die Piers mit Ebbe und Flut auf- und abbewegen. Auch hierfür wurden Senkkästen benutzt, in die lange Metallpfähle eingelassen waren. An diesen glitten die Pierköpfe mit der Tide auf und ab. Das Straßensystem zum Abtransport der Nachschubgüter umfasste im Hafen rund 500 Hektar.
An Land bauten die Alliierten große Speicherhäuser und Fuhrparks. Alte Straßen wurden verbreitert und neue zum schnelleren Transport der Güter zur Front angelegt.
Der Baubeginn der beiden Häfen war der 7. Juni 1944, einen Tag nach der Landung. Schon nach drei Tagen konnten die ersten Schiffe entladen werden. Die Fertigstellung sollte am 20. Juni erfolgen. Ein heftiger Sturm, der am 19. Juni begann und sich erst nach drei Tagen abschwächte, zerstörte Mulberry „A“, der noch nicht entsprechend den Vorgaben gesichert war, fast vollständig. Die Amerikaner verzichteten auf die Reparatur, so dass die noch verwendbaren Teile zur Komplettierung des leichter beschädigten Hafens Mulberry „B“ benutzt wurden. Bei Vierville-sur-Mer/Saint-Laurent-sur-Mer entluden die Amerikaner allerdings noch Transportschiffe an Land, was sich später sogar als effektiver erwies als die Entladung auf See.
Der britische Hafen Mulberry „B“ ging kurz darauf voll in Betrieb. Insgesamt konnten hier bis zum 31. Oktober 628.000 Tonnen Nachschubgüter, 40.000 Fahrzeuge und 220.000 Soldaten an Land gebracht werden.

## Bilder

Überreste der Anlage Mulberry „B“ in Arromanches-les-Bains
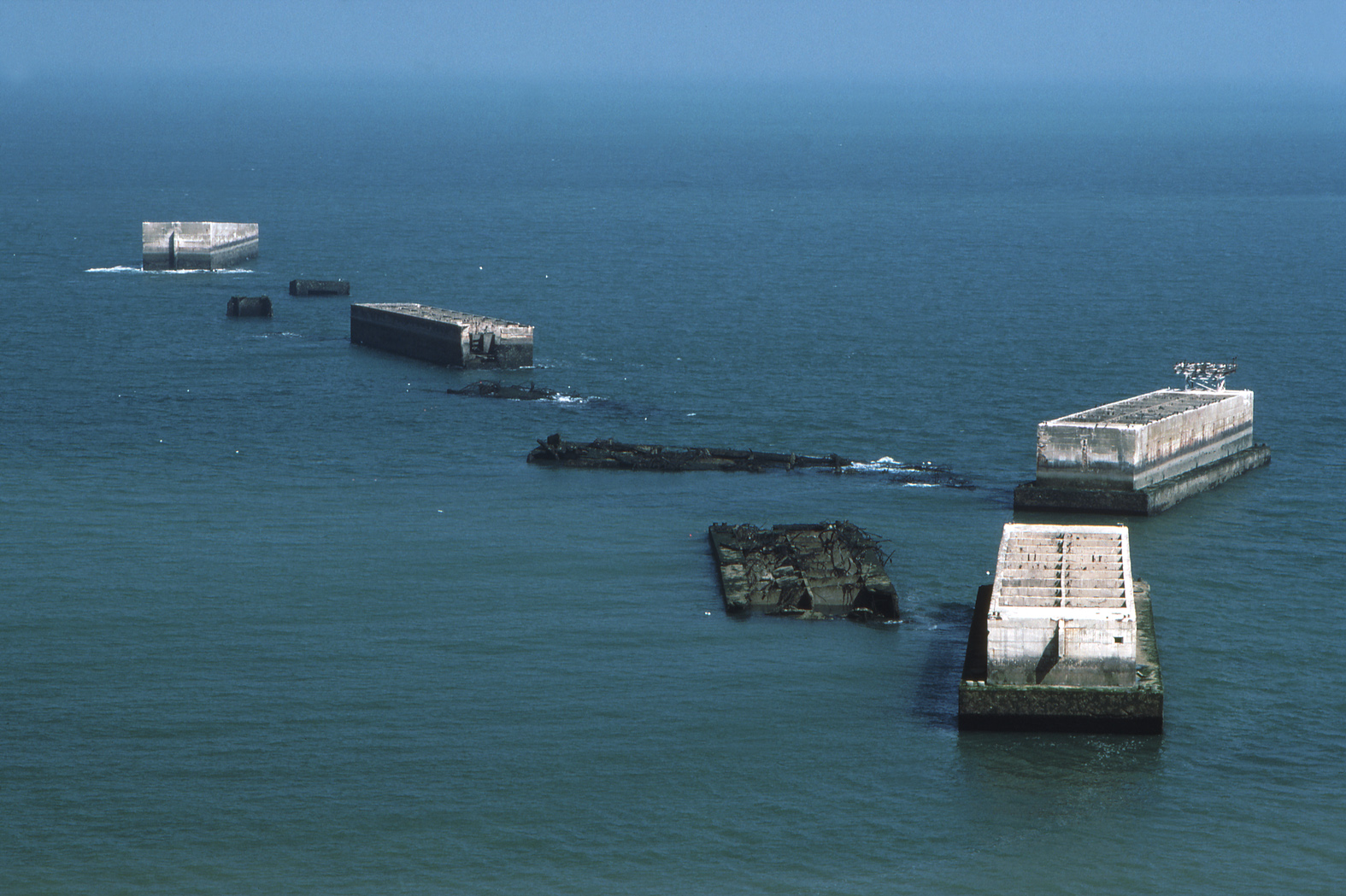
Westliche Phoenix-Elemente am Cap Manvieux
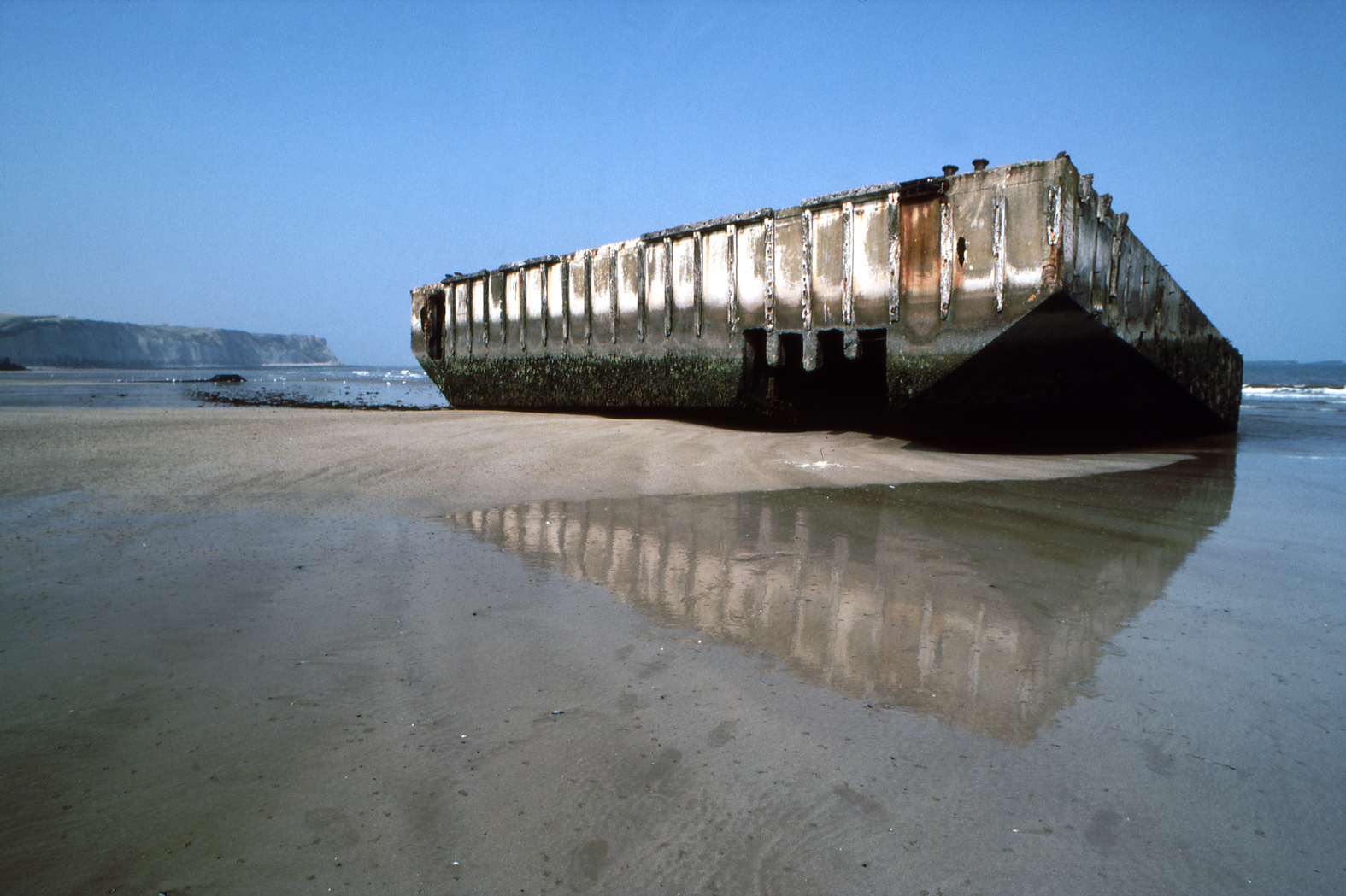
Ponton 449 eines Landestegs
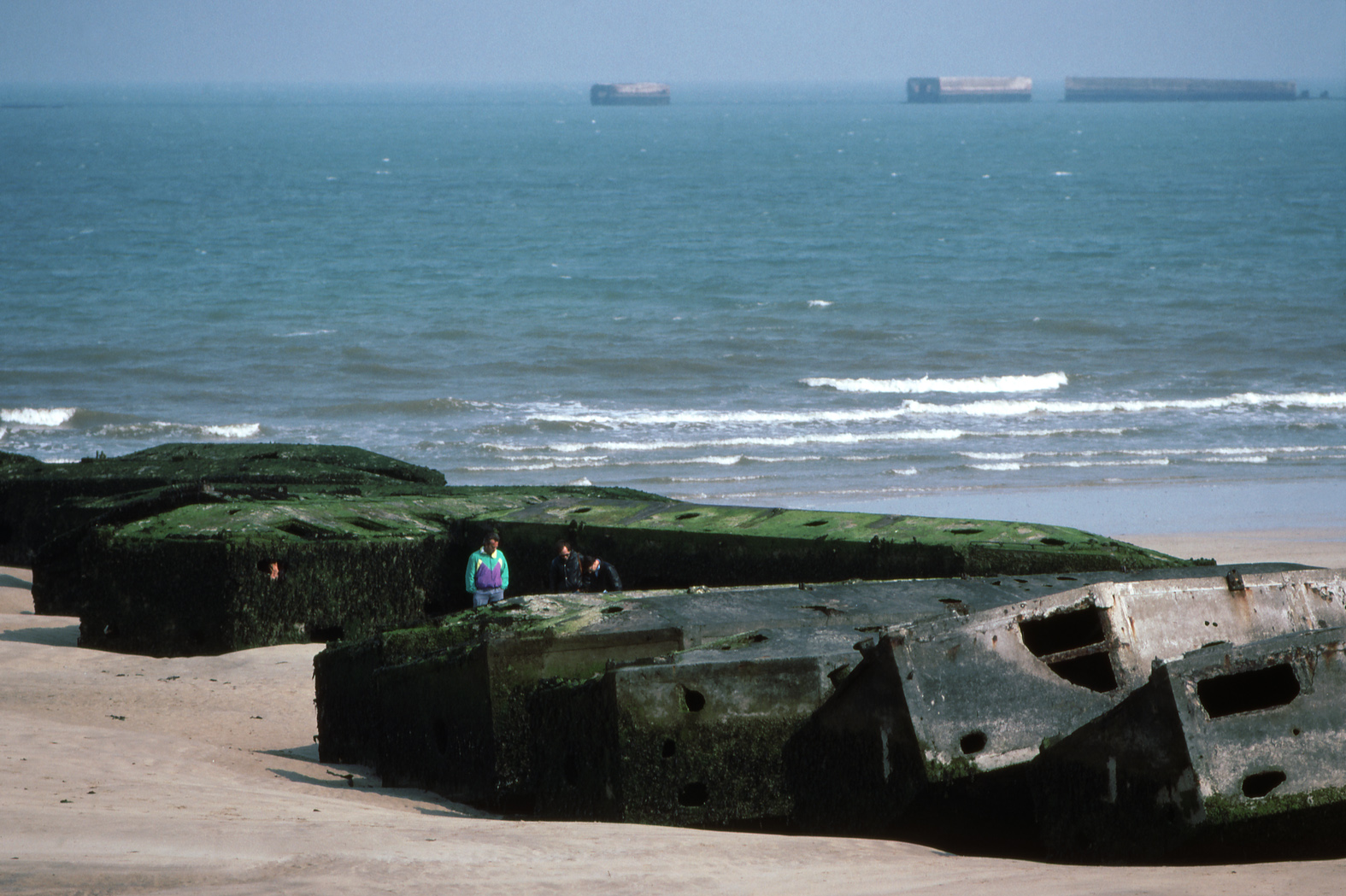
Beetle-Pontons, im Hintergrund Phoenix-Elemente
Panorama Anlage Mulberry "B"